# Liste der Grazer Friedhöfe

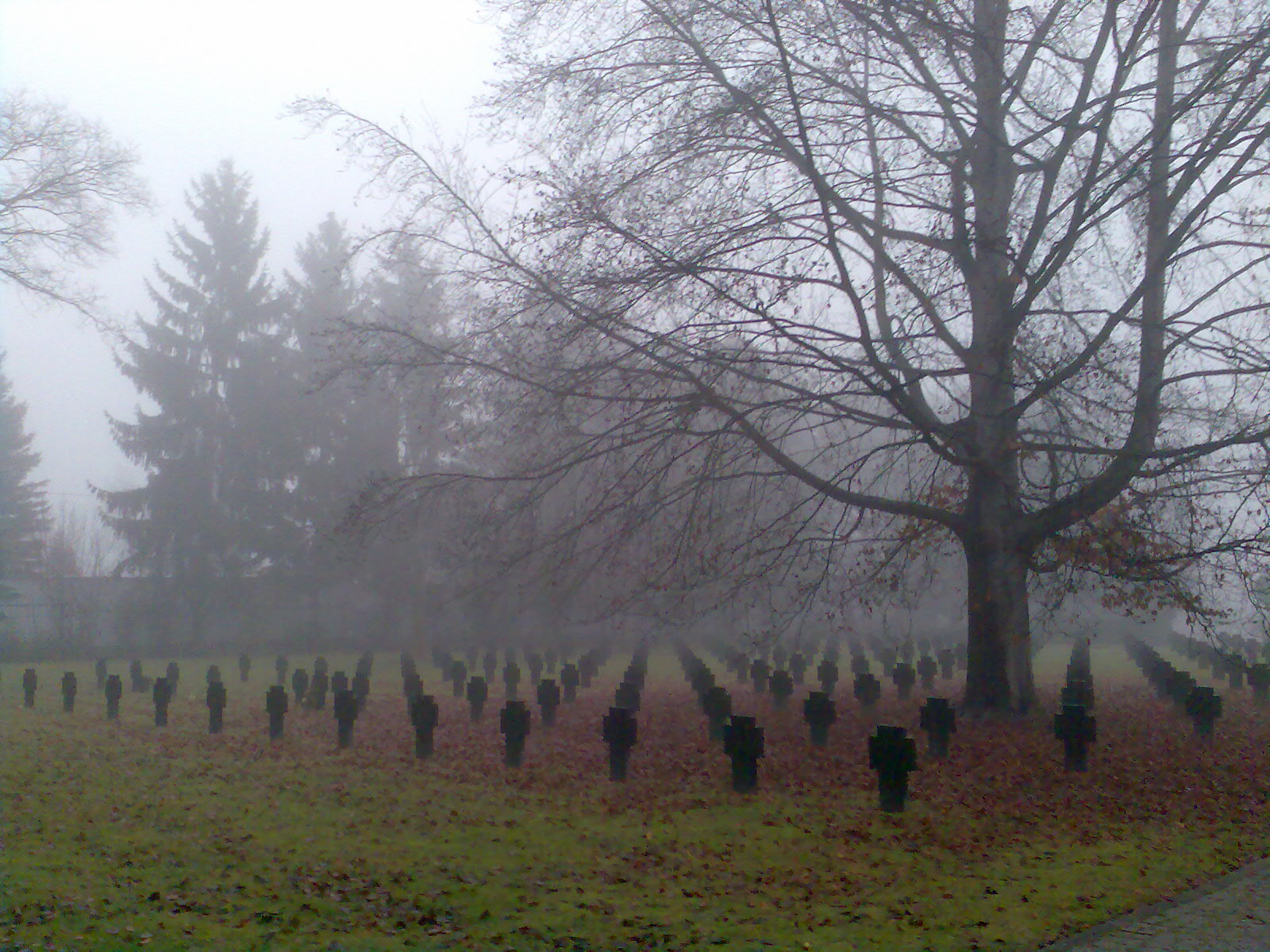
Soldatengräber am Grazer Zentralfriedhof

Im Stadtgebiet von Graz bestehen zurzeit 14 Friedhöfe. Ein weiterer (Feldkirchen) liegt unmittelbar an der südlichen Stadtgrenze und wird zu den Grazer Friedhöfen gezählt, da Feldkirchen die älteste Pfarre im Grazer Feld ist, von der aus erst die Grazer Pfarren gegründet wurden.
| Name                                  | besteht seit | Grabstätten | Anmerkung | Adresse                                                           | Geo-Ort                         |
| ------------------------------------- | ------------ | ----------- | --- | ----------------------------------------------------------------- | ------------------------------- |
| Altkatholischer Friedhof              | 1932         | 462         | interkonfessionell, mit Baumfriedhof, einziger Friedhof weltweit im Eigentum der Altkatholischen Kirche; dem Zentralfriedhof anliegend | Triester Str. 164, 8020 Graz                                      | 47° 2′ 47,8″ N, 15° 25′ 40,8″ O |
| Evangelischer Friedhof Neuhart        | 1933         | 1.700       | „Grüner Friedhof“, auch Grabstellen sollen höchstens zu 50 % der Fläche mit Stein bedeckt sein                                         | Harter Str. 92, 8053 Graz                                         | 47° 2′ 52,2″ N, 15° 24′ 24,3″ O |
| Evangelischer Stadtfriedhof St. Peter | 1856         | 4.000       | NW des katholischen, „Waldfriedhof“, gemeinsame Zeremonienhalle mit katholischen Friedhof                                              | Petersgasse 67 / Waltendorfer Gürtel – Koßgasse, 8010 Graz        | 47° 3′ 48″ N, 15° 27′ 35″ O     |
| Friedhof Kalvarienberg                | 1861         | 1.345       | | Kalvarienweg, 8020 Graz                                           | 47° 5′ 28,7″ N, 15° 24′ 50,4″ O |
| Friedhof Mariatrost                   | 1786         | 700         | | Kirchbergstraße 18, 8044 Graz                                     | 47° 6′ 24,3″ N, 15° 29′ 27,6″ O |
| Israelitischer Friedhof Graz          | 1865         | 1.453       | vulgo Jüdischer Friedhof, „vom Verfall bedroht“                                                                                        | Wetzelsdorfer Str. 33, 8020 Graz                                  | 47° 3′ 24,4″ N, 15° 23′ 48,2″ O |
| Steinfeldfriedhof                     | 1787         | 9.900       | | Friedhofgasse 33 / Südbahnstraße, 8020 Graz                       | 47° 4′ 0,6″ N, 15° 24′ 52,4″ O  |
| Friedhof St. Leonhard                 | 1817         | 7.740       | | Leonhardpl. 14, 8010 Graz                                         | 47° 4′ 38,4″ N, 15° 27′ 52,6″ O |
| St. Peter Ortsfriedhof                | 1817         | 5.500       | | Petersbergenstraße 22–24, 8042 Graz                               | 47° 3′ 22,2″ N, 15° 28′ 13,7″ O |
| Katholischer Stadtfriedhof St. Peter  | 1787         | 17.000      | | Petersgasse 67, 8010 Graz                                         | 47° 3′ 46,5″ N, 15° 27′ 27,5″ O |
| Friedhof St. Veit                     | 1200         | 2.000       | Hanglage erhöht, Aussicht von Nord über Graz                                                                                           | St. Veiter Straße / beidseits: Hoschweg, 8046 Graz                | 47° 6′ 56,4″ N, 15° 24′ 34,6″ O |
| Friedhof Straßgang                    | 1887         | 1.600       | | Florianibergstraße 41, 8054 Graz                                  | 47° 1′ 19,7″ N, 15° 23′ 40,7″ O |
| Urnenfriedhof Graz                    | 1931         | 11.000      | NW des Zentralfriedhofs | Alte Poststraße 343–345, 8020 Graz                                | 47° 2′ 52,1″ N, 15° 25′ 12″ O   |
| Zentralfriedhof Graz                  | 1888         | 30.000      | Im Portalgebäude ist ein Kindergarten untergebracht.                                                                                   | Triester Str. 164, 8020 Graz                                      | 47° 2′ 45,4″ N, 15° 25′ 36,2″ O |
| Friedhof Feldkirchen bei Graz         | 1042         | 1.220       | alter Teil um Kirche, größerer neuer Teil NW davon                                                                                     | Feldkirchner Str. 225 / Kirchengasse 1, 8073 Feldkirchen bei Graz | 47° 0′ 46,8″ N, 15° 26′ 19,7″ O |